# Manfred Herrmann
Manfred Herrmann (* 14. November 1932 in Königszelt; † 15. November 1997 in Köln) war ein deutscher Mathematiker.

## Leben

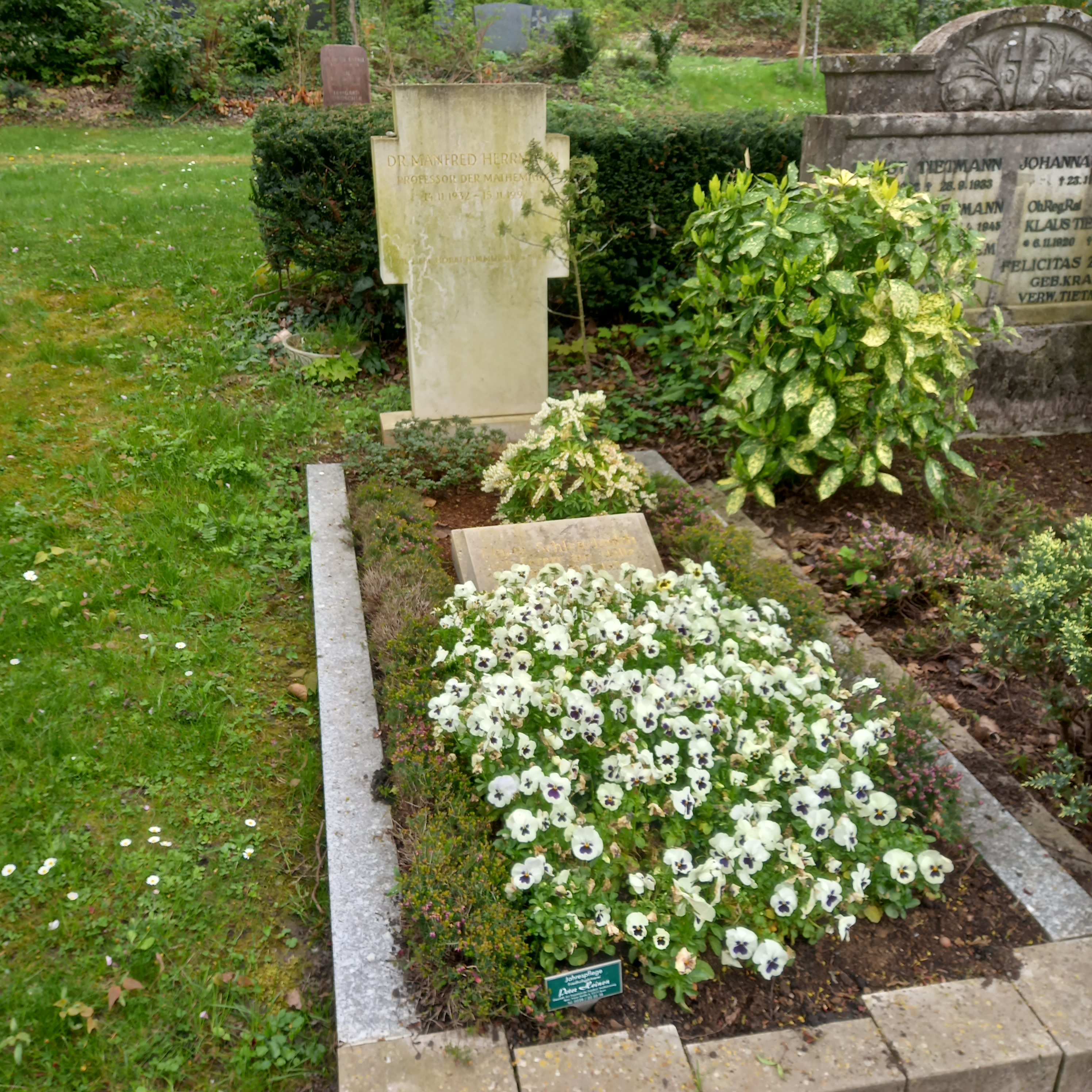
Das Grab von Manfred Herrmann auf dem Poppelsdorfer Friedhof in Bonn

Infolge des Zweiten Weltkriegs übersiedelte Herrmann nach Halle und nahm 1951 ein Studium der Mathematik und Physik an der Martin-Luther-Universität Halle-Wittenberg auf. 1958 wurde er an dieser Universität mit einer Arbeit über birationale Berührungstransformationen zweiter Ordnung promoviert. 1963 habilitierte er sich. Von 1970 bis 1978 lehrte er an der Humboldt-Universität und folgte 1979 einem Ruf an die Universität Köln.
Manfred Herrmanns Forschung beschäftigte sich mit algebraischen Funktionen, Singularität, Äquimultiplizität und dem Cohen-Macaulay-Ring. Manfred Herrmann war Mitbegründer und Mitherausgeber der Zeitschrift Beiträge zur Algebra und Geometrie für die Bände 1 (1971) bis 6 (1977).
Im Jahr 1976 wurde er zum Mitglied der Leopoldina gewählt.

## Schriften
- mit S. Ikeda, U. Orbanz: Equimultiplicity and blowing up. An algebraic study. Springer, Berlin 1988.
- mit L. Stammler, U. Sterz: Geometrie auf Varietäten (= Hochschulbücher für Mathematik. Bd. 73). Deutscher Verlag der Wissenschaften, Berlin 1975.
- mit Rolf Schmidt, Wolfgang Vogel: Theorie der normalen Flachheit. Teubner, Leipzig 1977 (Teubner-Texte zur Mathematik).